# Lijst van Stolpersteine in Amstelveen

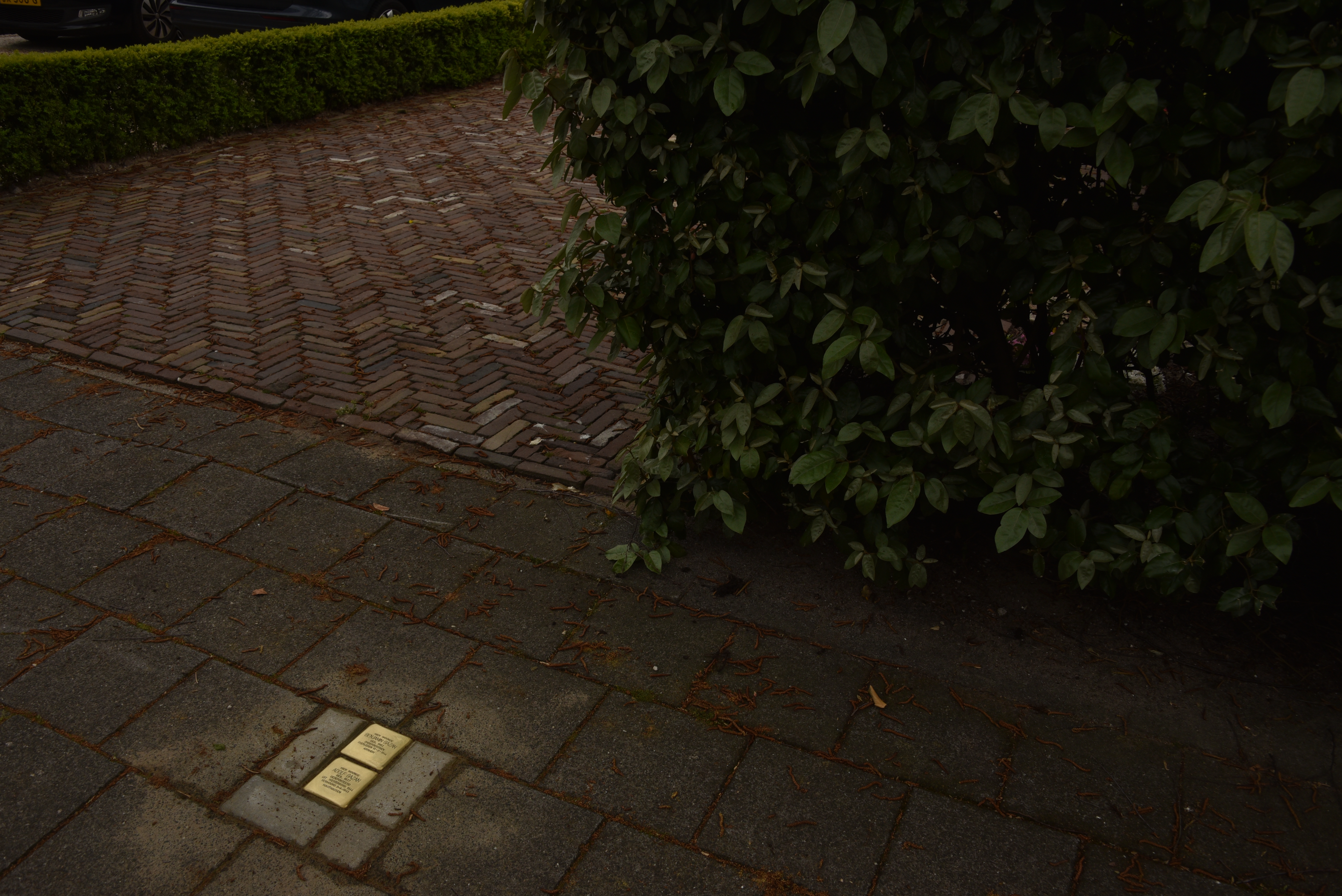
Stolpersteine voor Adolf en Benjamin Gazan

De lijst van Stolpersteine in Amstelveen geeft een overzicht van de gedenkstenen die in de gemeente Amstelveen in de Nederlandse provincie Noord-Holland zijn geplaatst in het kader van het Stolpersteine-project van de Duitse beeldhouwer-kunstenaar Gunter Demnig.
Stolpersteine zijn opgedragen aan slachtoffers van het nationaalsocialisme, al diegenen die zijn vervolgd, gedeporteerd, vermoord, gedwongen te emigreren of tot zelfmoord gedreven door het nazi-regime. Demnig legt voor elk slachtoffer een aparte steen, meestal voor de laatste zelfgekozen woning.
Omdat het Stolpersteine-project doorloopt, kan deze lijst onvolledig zijn.

## Stolpersteine
In Amstelveen liggen 52 Stolpersteine op twintig adressen.  De eerste Stolpersteine werden gelegd op 15 april 2022. In totaal komen er 55 Stolpersteine op 22 adressen.

### Amstelveen
| Afbeelding | Inscriptie | Adres                            | Herdachte persoon                          |
| ---------- | --- | -------------------------------- | ------------------------------------------ |
|            | HIER WOONDE JACOB AILJON GEB. 1912 [...] VERMOORD 28-2-1945 MIDDEN-EUROPA                                                            | Graaf Aelbrechtlaan 90           | Jacob Ailjon (1912-1945)                   |
|            | HIER WOONDE PAUL JERONIMO AILJON GEB. 1943 [...] VERMOORD 3-10-1944 AUSCHWITZ                                                        | Graaf Aelbrechtlaan 90           | Paul Jeronimo Ailjon (1943-1944)           |
|            | HIER WOONDE FRIEDA JACOBA AILJON-LOBATTO GEB. 1916 [...] VERMOORD 3-10-1944 AUSCHWITZ                                                | Graaf Aelbrechtlaan 90           | Frieda Jacoba Ailjon-Lobatto (1916-1944)   |
|            | HIER WOONDE ARIE BUITENKANT GEB. 1896 GEÏNTERNEERD 27-3-1943 GEDEPORTEERD UIT WESTERBORK VERMOORD 31-3-1944 AUSCHWITZ                | Amsterdamseweg 461               | Arie Buitenkant (1896-1944)                |
|            | HIER WOONDE SAARTJE BUITENKANT- WIJNSCHENK GEB. 1874 GEÏNTERNEERD 27-3-1943 GEDEPORTEERD UIT WESTERBORK VERMOORD 10-9-1943 AUSCHWITZ | Amsterdamseweg 461               | Saartje Buitenkant-Wijnschenk (1874-1943)  |
|            | HIER WOONDE ARNOLD DRUIJF GEB. 1918 GEÏNTERNEERD 29-9-1943 GEDEPORTEERD UIT WESTERBORK VERMOORD 22-04-1945 DACHAU                    | Bos en Vaartlaan 20              | Arnold Abraham Druijf (1918-1945)          |
|            | RUTH EIGENFELD GEB. 22-11-1943 WESTERBORK GEDEPORTEERD UIT WESTERBORK VERMOORD 2-11-1944 AUSCHWITZ                                   | Van IJsselsteinlaan 15           | Ruth Eigenfeld (1943-1944)                 |
|            | HIER WOONDE AMALIE EIGENFELD-ROOSEN GEB. 1924 GEÏNTERNEERD 29-9-1943 GEDEPORTEERD UIT WESTERBORK 1944 VERMOORD 1-11-1944 BIRKENAU    | Van IJsselsteinlaan 15           | Amalie Eigenfeld-Roosen (1924-1944)        |
|            | HIER WOONDE ISIDORE VAN ENGERS GEB. 1905 GEDEPORTEERD UIT WESTERBORK VERMOORD 11-8-1942 AUSCHWITZ                                    | Rodenburghlaan 28                | Isidore van Engers (1905-1942)             |
|            | HIER WOONDE HESTER ALEXANDRINA VAN ENGERS-SANLUY GEB. 1906 GEDEPORTEERD UIT WESTERBORK VERMOORD 30-9-1942 AUSCHWITZ                  | Rodenburghlaan 28                | Hester Alexandrina van Engers (1906-1942)  |
|            | HIER WOONDE ADOLF FINK GEB. 1929 GEÏNTERNEERD 12-2-1943 VUGHT GEDEPORTEERD UIT WESTERBORK VERMOORD 19-11-1943 AUSCHWITZ              | Keizer Karelweg 357              | Adolf Fink (1929-1943)                     |
|            | HIER WOONDE ADOLF GAZAN GEB. 1927 GEDEPORTEERD UIT WESTERBORK 1944 VERMOORD 3-4-1945 MAUTHAUSEN                                      | Handweg 55                       | Adolf Gazan (1927-1945)                    |
|            | HIER WOONDE BENJAMIN GAZAN GEB. 1902 ONDERGEDOKEN OVERLEDEN 11-3-1944 ARNHEM                                                         | Handweg 55                       | Benjamin Gazan (1902-1944)                 |
|            | HIER WOONDE MOSES GROSS GEB. 1884 GEÏNTERNEERD 3-12-1942 GEDEPORTEERD UIT WESTERBORK VERMOORD 15-12-1942 AUSCHWITZ                   | Keizer Karelweg 357              | Moses Gross (1884-1942)                    |
|            | HIER WOONDE RYFKA GROSS-KASTEN GEB. 1879 GEÏNTERNEERD 3-12-1942 GEDEPORTEERD UIT WESTERBORK VERMOORD 15-12-1942 AUSCHWITZ            | Keizer Karelweg 357              | Ryfka Marjem Gross-Kasten (1879-1942)      |
|            | HIER WOONDE MAX GUSDORF GEB. 1878 GEÏNTERNEERD 6-5-1942 GEDEPORTEERD UIT WESTERBORK VERMOORD 23-7-1943 SOBIBOR                       | Koen van Oosterwijklaan 9        | Max Gusdorf (1878-1943)                    |
|            | HIER WOONDE HELENA GUSDORF- OPPENHEINMER GEB. 1883 GEÏNTERNEERD 6-5-1942 GEDEPORTEERD UIT WESTERBORK VERMOORD 23-7-1943 SOBIBOR      | Koen van Oosterwijklaan 9        | Helena Gusdorf-Oppenheimer (1883-1943)     |
|            | HIER WOONDE ARTHUR HEIDENHEIM GEB. 1888 GEÏNTERNEERD 20-6-1943 GEDEPORTEERD UIT WESTERBORK VERMOORD 7-7-1944 AUSCHWITZ               | Margriete van Clevelaan 10       | Arthur Heidenheim (1888-1944)              |
|            | HIER WOONDE BERTHA HEIDENHEIM-BERG GEB. 1892 GEÏNTERNEERD 20-6-1943 GEDEPORTEERD UIT WESTERBORK VERMOORD 7-7-1944 AUSCHWITZ          | Margriete van Clevelaan 10       | Bertha Heidenheim-Berg (1892-1944)         |
|            | HIER WOONDE FEODOR HURWITZ GEB. 1874 GEÏNTERNEERD 23-3-1943 GEDEPORTEERD UIT WESTERBORK VERMOORD 2-4-1943 SOBIBOR                    | Oosterhoutlaan 23                | Feodor Hurwitz (1874-1943)                 |
|            | HIER WOONDE BERTHA HURWITZ-SCHLOSS GEB. 1877 GEÏNTERNEERD 23-3-1943 GEDEPORTEERD UIT WESTERBORK VERMOORD 2-4-1943 SOBIBOR            | Oosterhoutlaan 23                | Bertha Ottilie Hurwitz-Schloss (1877-1943) |
|            | HIER WOONDE MORITZ KAUFMANN GEB. 1903 GEÏNTERNEERD 29-9-1943 GEDEPORTEERD UIT WESTERBORK VERMOORD 28-2-1945 MIDDEN-EUROPA            | Meester Bardeslaan 3             | Moritz Kaufmann (1903-1945)                |
|            | HIER WOONDE LEOPOLD LEVY GEB. 1871 GEÏNTERNEERD 26-5-1943 GEDEPORTEERD UIT WESTERBORK VERMOORD 23-7-1943 SOBIBOR                     | Margaretha van Borsselenlaan 33  | Leopold Levy (1871-1943)                   |
|            | HIER WOONDE ELISABETH LEVY-LICHTENSTEIN GEB. 1870 GEÏNTERNEERD 26-5-1943 GEDEPORTEERD UIT WESTERBORK VERMOORD 23-7-1943 SOBIBOR      | Margaretha van Borsselenlaan 33  | Elisabeth Levy-Lichtenstein (1870-1943)    |
|            | HIER WOONDE BETTI MARKUS GEB. 1898 GEÏNTERNEERD 25-5-1943 GEDEPORTEERD UIT WESTERBORK VERMOORD 16-7-1943 SOBIBOR                     | Gerrit van Heemskerklaan 24      | Betti Markus (1898-1943)                   |
|            | HIER WOONDE MOSES MARKUS GEB. 1901 GEÏNTERNEERD 7-1-1943 GEDEPORTEERD UIT WESTERBORK VERMOORD 16-7-1943 SOBIBOR                      | Gerrit van Heemskerklaan 24      | Moses Ernst Markus (1901-1943)             |
|            | HIER WOONDE TONY MARKUS- STERN GEB. 1869 GEÏNTERNEERD 25-5-1943 GEDEPORTEERD UIT WESTERBORK VERMOORD 16-7-1943 SOBIBOR               | Gerrit van Heemskerklaan 24      | Tony Markus-Stern (1869-1943)              |
|            | HIER WOONDE DANIEL MÜNDEN GEB. 1866 GEÏNTERNEERD 22-4-1943 VUGHT GEDEPORTEERD UIT WESTERBORK VERMOORD 21-5-1943 SOBIBOR              | Van der Hoochlaan 18             | Daniel Münden (1866-1943)                  |
|            | HIER WOONDE GERHARD MÜNDEN GEB. 1909 GEÏNTERNEERD 13-5-1943 GEDEPORTEERD UIT WESTERBORK VERMOORD 27-8-1943 BIRKENAU                  | Van der Hoochlaan 18             | Gerhard Münden (1909-1943)                 |
|            | HIER WOONDE RIKE MÜNDEN-HEYMANN GEB. 1876 GEÏNTERNEERD 22-4-1943 VUGHT GEDEPORTEERD UIT WESTERBORK VERMOORD 21-5-1943 SOBIBOR        | Van der Hoochlaan 18             | Rike Münden-Heymann (1876-1943)            |
|            | HIER WOONDE BAREND PAËRL GEB. 1890 GEÏNTERNEERD 20-6-1943 GEDEPORTEERD UIT WESTERBORK VERMOORD 23-7-1943 SOBIBOR                     | Charlotte van Montpensierlaan 32 | Barend Lion Paërl (1880-1943)              |
|            | HIER WOONDE LION PAËRL GEB. 1917 GEÏNTERNEERD 9-10-1943 GEDEPORTEERD UIT WESTERBORK VERMOORD 31-3-1944 ONBEKEND                      | Charlotte van Montpensierlaan 32 | Lion Barend Paërl (1917-1944)              |
|            | HIER WOONDE MIETJE PAËRL-HIJMANS GEB. 1889 GEÏNTERNEERD 20-6-1943 GEDEPORTEERD UIT WESTERBORK VERMOORD 23-7-1943 SOBIBOR             | Charlotte van Montpensierlaan 32 | Mietje Paërl-Hijmans (1889-1943)           |
|            | HIER WOONDE IWAN PHILIP GEB. 1870 GEÏNTERNEERD 22-4-1943 VUGHT GEDEPORTEERD UIT WESTERBORK VERMOORD 14-5-1943 SOBIBOR                | Van der Veerelaan 8              | Iwan Philip (1870-1943)                    |
|            | HIER WOONDE MAX PHILIP GEB. 1911 GEÏNTERNEERD 22-4-1943 VUGHT GEDEPORTEERD UIT WESTERBORK VERMOORD 9-7-1943 SOBIBOR                  | Van der Veerelaan 8              | Max Philip (1911-1943)                     |
|            | HIER WOONDE LOUISE PHILIP-MARCUS GEB. 1877 GEÏNTERNEERD 22-4-1943 VUGHT GEDEPORTEERD UIT WESTERBORK VERMOORD 14-5-1943 SOBIBOR       | Van der Veerelaan 8              | Louise Philip-Marcus (1877-1943)           |
|            | HIER WOONDE BETTY SUZANNE PINTUS GEB. 1934 [...] VERMOORD 14-5-1943 SOBIBOR                                                          | Floris van Alkemadelaan 20       | Betty Suzanne Pintus (1934-1943)           |
|            | HIER WOONDE RICHARD PINTUS GEB. 1903 [...] VERMOORD 24-1-1944 AUSCHWITZ                                                              | Floris van Alkemadelaan 20       | Richard Pintus (1903-1944)                 |
|            | HIER WOONDE LISA SOFIE PINTUS-STERN GEB. 1908 [...] VERMOORD 23-7-1943 SOBIBOR                                                       | Floris van Alkemadelaan 20       | Lisa Sofie Pintus-Stern (1908-1943)        |
|            | HIER WOONDE HEINZ POLAK GEB. 1914 GEDEPORTEERD UIT WESTERBORK VERMOORD 30-9-1942 AUSCHWITZ                                           | Claes Persijnlaan 7              | Heinz Herbert Polak (1914-1942)            |
|            | HIER WOONDE PAULINE POLAK-SAALFELD GEB. 1888 VERMOORD 11-6-1943 SOBIBOR                                                              | Claes Persijnlaan 7              | Pauline Polak-Saalfeld (1888-1943)         |
|            | HIER WOONDE JENNY POLAK-WERTHEIM GEB. 1910 GEÏNTERNEERD 8-8-1942 GEDEPORTEERD UIT WESTERBORK VERMOORD 30-9-1942 AUSCHWITZ            | Claes Persijnlaan 7              | Jenny Polak-Wertheim (1910-1942)           |
|            | HIER WOONDE JOSEPH ROOSEN GEB. 1894 GEÏNTERNEERD 14-8-1943 GEDEPORTEERD 1944 UIT WESTERBORK VERMOORD 3-3-1945 BERGEN-BELSEN          | Van IJsselsteinlaan 15           | Joseph Roosen (1894-1945)                  |
|            | HIER WOONDE CHARLOTTE ROOSEN-STERN GEB. 1898 GEÏNTERNEERD 14-8-1943 GEDEPORTEERD UIT WESTERBORK 1944 BEZWEKEN 30-4-1945 TRÖBITZ      | Van IJsselsteinlaan 15           | Charlotte Roosen-Stern (1898-1945)         |
|            | HIER WOONDE JOSEPH SARLUY GEB. 1874 GEDEPORTEERD UIT WESTERBORK VERMOORD 16-4-1943 SOBIBOR                                           | Rodenburghlaan 28                | Joseph Sarluy (1874-1943)                  |
|            | HIER WOONDE ROSA RIKA SARLUY-VAN DIJK GEB. 1872 GEDEPORTEERD UIT WESTERBORK VERMOORD 16-4-1943 SOBIBOR                               | Rodenburghlaan 28                | Rosa Rika Sarluy-Van Dijk (1872-1943)      |
|            | HIER WOONDE THERESE STERN-WETTENDORF GEB. 1869 [...] VERMOORD 11-6-1943 SOBIBOR                                                      | Floris van Alkemadelaan 20       | Therese Stern-Wettendorf (1869-1943)       |
|            | HIER WOONDE DAVID VAN WITSEN GEB. 1875 GEÏNTERNEERD 17-7-1943 GEDEPORTEERD UIT WESTERBORK VERMOORD 23-7-1943 SOBIBOR                 | De Ruwiellaan 14                 | David van Witsen (1875-1943)               |
|            | HIER WOONDE SARA VAN WITSEN- DE HOOP GEB. 1877 GEÏNTERNEERD 17-7-1943 GEDEPORTEERD UIT WESTERBORK VERMOORD 23-7-1943 SOBIBOR         | De Ruwiellaan 14                 | Sara van Witsen-de Hoop (1877-1943)        |

## Data van plaatsingen
De eerste 28 Stolpersteine werden op 15 april 2022 door de kunstenaar Gunter Demnig persoonlijk geplaatst.